# Eternity, in Your Arms
Eternity, in Your Arms es el primer álbum de estudio de la banda británica de punk rock Creeper. Fue publicado el 24 de marzo de 2017 bajo el sello discográfico Roadrunner Records, fue producido por Neil Kennedy en el Rancho Producción Casa en la ciudad natal de la banda de Southampton, donde la banda había grabado previamente sus 3 primeros EPs como Creeper de 2014, The Callous Heart de 2015 y The Stranger de 2016, también con Kennedy. El álbum se clasifica principalmente como horror punk, aunque también ha sido descrito por la crítica como la incorporación de elementos de punk pop, post-hardcore y el rock alternativo.
Recientemente Eternity, in Your Arms debutó en la lista de UK Albums Chart quedándose en el N.18, luego en la lista de UK Album Downloads Chart en el N.20 y en UK Rock & Metal Albums Chart en el N.1.

## Recepción
Eternity, in Your Arms recibió la aclamación extensa de los críticos de la música . Agregación de sitios web Metacritic informes de una calificación normalizada de 89 basado en ocho críticas críticas, lo que indica "aclamación universal" para el lanzamiento. James Christopher Monger de AllMusic concedió el álbum a cuatro de cinco estrellas y declaró que "Eternity, in Your Arms, Creeper se han demostrado verdaderamente dueños de las artes oscuras, ya que han logrado crear algo tan genuinamente inspirado Como es estilísticamente derivado".
La única crítica de McLaughlin a Eternity, in Your Arms fue que "Darling" está desvergonzadamente endeudado con sus influencias ", aunque el escritor sugirió que" hay suficiente imaginación llena en cada otra grieta para perdonar tales indiscreciones". Del mismo modo, Barbour también destacó la naturaleza derivada de "Darling", señalando que "se tambalea la línea entre el homenaje a y pastiche de Alkaline Trio". 

## Lista de canciones
Todas las canciones escritas y compuestas por Creeper, except where noted. 
| N.º | Título                                                   | Duración |  |
| 1.  | «Black Rain»                                             | 3:30     |  |
| 2.  | «Poison Pens»                                            | 2:55     |  |
| 3.  | «Suzanne»                                                | 2:40     |  |
| 4.  | «Hiding with Boys» (written by Creeper and Neil Kennedy) | 3:34     |  |
| 5.  | «Misery»                                                 | 3:48     |  |
| 6.  | «Down Below» (written by Creeper and Neil Kennedy)       | 3:30     |  |
| 7.  | «Room 309»                                               | 2:48     |  |
| 8.  | «Crickets»                                               | 3:48     |  |
| 9.  | «Darling»                                                | 2:48     |  |
| 10. | «Winona Forever»                                         | 3:26     |  |
| 11. | «I Choose to Live»                                       | 3:21     |  |

## Posicionamiento en lista
| Lista (2017)                         | Posición |
| ------------------------------------ | -------- |
| Reino Unido (UK Albums Chart)        | 18       |
| UK Album Downloads (OCC)             | 20       |
| UK Album Sales (OCC)                 | 14       |
| UK Physical Albums (OCC)             | 13       |
| Reino Unido (UK Rock & Metal Albums) | 1        |

## Personal
- Will Gould - voz
- Ian Miles - guitarra, coros
- Hannah Greenwood - teclado, voz, violín
- Sean Scott - bajo
- Dan Bratton - batería
- Neil Kennedy - producción, ingeniería